# Johan Fransson
Carl Johan Fransson (Kalix, 18 febbraio 1985) è un hockeista su ghiaccio svedese, milita come difensore nel Genève-Servette Hockey Club, squadra della Lega Nazionale A, e nella Nazionale svedese.

## Palmarès

### Nazionale
- Campionato mondiale di hockey su ghiaccio: 1

 Svezia: 2013